# レナンピシリン
レナンピシリン（英：Lenampicillin）はペニシリン系抗生物質である。レナンピシリンはアンピシリンのプロドラッグであり、経口投与するとアンピシリンが急速に生成される。
レナンピシリンは細菌のペニシリン結合タンパク質（トランスペプチダーゼ）を阻害し、様々な細菌感染症に有効である。
レナンピシリンは日本で開発され、日本で販売されている。

## References
1. ↑  “Pharmacokinetic study of lenampicillin (KBT-1585) in healthy volunteers”. Antimicrobial Agents and Chemotherapy 29 (5):  948–950. (May 1986). doi:10.1128/aac.29.5.948. PMC 284190. PMID 3729355.
2. 1 2  “Lenampicillin”. InxightDrugs.   National Center for Advancing Translational Sciences. Template:Cite webの呼び出しエラー：引数 accessdate は必須です。